# Нововодолазький район
Нововодола́зький райо́н — колишній район у південно-західній частині Харківської області. Центр району — селище міського типу Нова Водолага. Було утворено у 1923 році. Населення району становить 34 507 осіб (на 1 лютого 2012 року).

## Географія
Територія району становить 1182,74 км² (3,8 % території Харківської області).
Район розміщений у південно-західній частині Харківської області та межує з Харківським, Зміївським, Первомайським, Кегичівським, Красноградським і Валківським районами. Відстань від районного центру до міста Харків — 52 км.
Територією району протікають 12 річок, найбільша з яких — Мож.

## Історія

### Радянсько-німецька війна
19 жовтня 1941 року до Нової Водолаги увійшли німці. А ще за місяць до цього на території району було сформовано радянський партизанський загін з 58 чоловік. Командиром загону став голова колгоспу ім. Фрунзе С. О. Либа, комісаром — секретар райкому партії Е. П. Іванов.
Весною 1942 року, коли Червона армія готувалась до наступу, загін отримав завдання пройти в глибоке запілля німців і своїми діями сприяти успіху операцій регулярних частин. 20 травня партизани перейшли лінію фронту та 23 травня в Зміївських лісах з'єдналися з партизанським загоном, яким керував Герой Радянського Союзу І. І. Копьонкін. Через декілька днів об'єднаний загін з'явився у Нововодолазьких лісах, з яких і розгорнув бойові дії проти німців. 29 травня 1942 року серед білого дня партизани вступили в Нову Водолагу. Захопили коменданта з його охороною, яка складалась з німецьких солдат.
З жовтня 1941 року до 25 лютого 1943 року (день першого витіснення німецьких військ з Нової Водолаги) нововодолазькі партизани знищили 497 німецьких солдатів і офіцерів, 69 поліцейських і 5 інших осіб, визволили з німецького концтабору 200 в'язнів, пустили під укіс два ешелони, знищили 2 гармати, 10 автомашин, підірвали 10 мостів.
У лютому 1943 року на підступах до Нової Водолаги тривали бої німців проти частин 6-го гвардійського кавалерійського корпусу. Проти 33-го гвардійського кавалерійського полку, який зайняв оборону біля хутора Булахи, виступили два полки німецької піхоти з 25 танками, але гвардійці стояли на смерть. Лише за два дні — 23 і 24 лютого — вони відбили 10 атак гітлерівців.
Радянські вояки, які загинули в цих боях, поховані в братській могилі біля хутору Булахи.
6 березня 1943 року радянські війська відступили з Нової Водолаги. У підвалі зруйнованої лікарні залишилося понад 70 тяжкопоранених бійців, яких неможливо було транспортувати. З пораненими залишились медичні працівники, які доклали героїчних зусиль, щоб врятувати вояків. Медики заявили німцям, що вони лікують тифозних хворих.
У Новій Водолазі остаточно відновлено радянський режим 14 вересня 1943 року. Всього за роки окупації німцями було знищено 580 жителів району, вивезено до Німеччини — 5737 чоловік. Воювали на фронтах на боці СРСР близько 7 тисяч чоловік, з яких загинуло близько 3 тисяч.

### Незалежна Україна
З 24 серпня 1991 року район є адміністративно-територіальною одиницею незалежної України.

## Адміністративний устрій
Район адміністративно-територіально поділяється на 2 селищні ради 13 сільських рад, які об'єднують 60 населених пунктів та підпорядковані Нововодолазькій районній раді.

## Політика
25 травня 2014 року відбулися Президентські вибори України. У межах Нововодолазького району було створено 39 виборчих дільниць. Явка на виборах складала — 50,64 % (проголосували 14 559 із 28 752 виборців). Найбільшу кількість голосів отримав Петро Порошенко — 39,21 % (5 709 виборців); Михайло Добкін — 21,57 % (3 141 виборців), Юлія Тимошенко — 11,50 % (1 674 виборців), Сергій Тігіпко — 6,61 % (962 виборців), Олег Ляшко — 5,31 % (773 виборців), Анатолій Гриценко — 4,62 % (673 виборців). Решта кандидатів набрали меншу кількість голосів. Кількість недійсних або зіпсованих бюлетенів — 1,77 %.

## Економіка
Площа сільськогосподарських угідь (за всіма товаровиробниками, включаючи підсобні господарства) 92597 га, в тому числі:
• ріллі 75090 га — 81 %;
• пасовища 12583 га — 14 %;
• сінокоси 3596 га — 4 %.

### Структура сільськогосподарського виробництва
• рослинництво — 63 %,
• тваринництво — 37 %.
Основні напрямки виробництва у рослинництві — вирощування зернових (50 %), технічні культури (16 %).
Основні напрямки виробництва у тваринництві — вирощування ВРХ м'ясо молочного напрямку, свинарство і птахівництво.

### Промисловість
• промисловість видобувна — 65 %;
• будівельних матеріалів — 30 %;
• харчова — 5 %.

## Транспорт
Територією району проходять автошляхи М18 (від 40 км. + 400 м до 75 км своєї довжини), та автошлях Р51 (від 15 км. + 300 м до 54 км своєї довжини)
У районі здійснюється місцеве автобусне сполучення, відкриваються нові маршрути (у т.ч. Нова Водолага - Литовки - Слобожанське).

## Населення
Розподіл населення за віком та статтю (2001):
| Стать | Всього | До 15 років | 15-24 | 25-44 | 45-64 | 65-85 | Понад 85 |
| --- | ------ | ----------- | ----- | ----- | ----- | ----- | -------- |
| Чоловіки | 19 071 | 3257        | 3573  | 5198  | 4701  | 2244  | 98       |
| Жінки | 21 809 | 3138        | 2761  | 5240  | 5528  | 4592  | 550      |
| \| Статево-вікова піраміда \| Статево-вікова піраміда \| Статево-вікова піраміда \| \| ----------------------- \| ----------------------- \| ----------------------- \| \| Чоловіки \| Вік \| Жінки \| \| 98 \| 85 + \| 550 \| \| 158 \| 80-84 \| 667 \| \| 480 \| 75-79 \| 1314 \| \| 845 \| 70-74 \| 1574 \| \| 761 \| 65-69 \| 1037 \| \| 1395 \| 60-64 \| 1943 \| \| 654 \| 55-59 \| 842 \| \| 1308 \| 50-54 \| 1317 \| \| 1344 \| 45-49 \| 1426 \| \| 1462 \| 40-44 \| 1499 \| \| 1250 \| 35-39 \| 1293 \| \| 1213 \| 30-34 \| 1206 \| \| 1273 \| 25-29 \| 1242 \| \| 1471 \| 20-24 \| 1230 \| \| 2102 \| 15-20 \| 1531 \| \| 1380 \| 10-14 \| 1359 \| \| 1088 \| 5-9 \| 983 \| \| 789 \| 0-4 \| 796 \| |        |             |       |       |       |       |          |
| Статево-вікова піраміда |        |             |       |       |       |       |          |
| Чоловіки | Вік    | Жінки       |       |       |       |       |          |
| 98 | 85 +   | 550         |       |       |       |       |          |
| 158 | 80-84  | 667         |       |       |       |       |          |
| 480 | 75-79  | 1314        |       |       |       |       |          |
| 845 | 70-74  | 1574        |       |       |       |       |          |
| 761 | 65-69  | 1037        |       |       |       |       |          |
| 1395 | 60-64  | 1943        |       |       |       |       |          |
| 654 | 55-59  | 842         |       |       |       |       |          |
| 1308 | 50-54  | 1317        |       |       |       |       |          |
| 1344 | 45-49  | 1426        |       |       |       |       |          |
| 1462 | 40-44  | 1499        |       |       |       |       |          |
| 1250 | 35-39  | 1293        |       |       |       |       |          |
| 1213 | 30-34  | 1206        |       |       |       |       |          |
| 1273 | 25-29  | 1242        |       |       |       |       |          |
| 1471 | 20-24  | 1230        |       |       |       |       |          |
| 2102 | 15-20  | 1531        |       |       |       |       |          |
| 1380 | 10-14  | 1359        |       |       |       |       |          |
| 1088 | 5-9    | 983         |       |       |       |       |          |
| 789 | 0-4    | 796         |       |       |       |       |          |

Населення району становить 39,7 тисяч осіб, в тому числі:
• міське населення — 14,0 тисяч осіб;
• сільське населення — 25,7 тисяч осіб.
На території району мешкають громадяни 41 національності. Найчисельніші з них:
- українці — 78,9 %;
- росіяни — 19,5 %;
- білоруси — 0,4 %;
- вірмени — 0,2 %;
- молдавани — 0,1 %;
- грузини — 0,1 %.

В районі мешкає 13 тисяч пенсіонерів (або 33 % від загальної кількості населення).
Щільність населення — 33 чоловіка на 1 кв.км.
Рівень народжуваності- 7,9 на 1000 чоловік.
Рівень смертності- 19,6 на 1000 чоловік.
У Нововодолазькому районі налічується 2 селища міського типу і 56 сільських населених пунктів, які об'єднані в 2 селищні і 13 сільських рад.

## Соціально-культурна сфера району

### Заклади освіти
- Липкуватівський аграрний коледж;
- Рокитненський професійний аграрний ліцей;
- Філіал ліцею Харківської академії міського господарства;
- Філія Харківського коледжу кадрів управління;
- Нововодолазький ліцей Нововодолазької районної ради;
- Нововодолазька гімназія Нововодолазької районної ради;
- Загальноосвітні навчально-виховні заклади (всього) — 30 одиниць;
- Дошкільні — 13 одиниць.

### Заклади медицини
- Центральна районна лікарня — 1;
- Дільничні лікарні — 3;
- Лікарські амбулаторії — 2;
- Амбулаторії сімейного лікаря — 7;
- Фельдшерсько-акушерські пункти — 22.

### Заклади культури
- бібліотеки — 32 од.
- Будинки культури, клуби — 23 од.
- Пам'ятки історії та культури — 86 од.
- Музеї — 3 од.

### Заклади спорту
- ДЮСШ (відділу освіти) — 1;
- МФОК «Колос» −1;
- Стадіон — 1;
- Спортивні майданчики — 64;
- Футбольні поля — 22;
- Стрілецькі тири — 10;
- Спортивні зали — 18;
- Пристосовані приміщення для фізично-оздоровчих занять — 14, в тому числі 5 тренажерних залів;
- Гімнастичні містечка — 23.

### ЗМІ
До районних ЗМІ відносяться районна радіокомпанія, газета «Вісті Водолажчини» і
газета Нововодолазької селищної ради «Водолазький кур'єр».

### Релігія
У Нововодолазькому районі зареєстровано 20 релігійних громад:
- Свято-Преображенська УПЦ (с. Нова Водолага);
- Архангела Михайла УПЦ (с. Рокитне);
- Іоно-Богословська УПЦ (с. Старовірівка);
- Свято-Троїцька УПЦ (с. Охоче);
- Адвентистів сьомого дня (с. Нова Водолага);
- Євангельських християн-баптистів (с. Княжне);
- Євангельських християн-баптистів (с. Печіївка);
- Свято-Миколаївська УПЦ (с. Миколаївка);
- Петра і Павла УПЦ (с. Сосонівка);
- Євангельських християн-баптистів (с. Нова Водолага);
- Іоано-Предтечінська УПЦ (с. Просяне);
- Хресто-Воздвиженська УПЦ Київського Патріархату (с. Новоселівка);
- Ікони Знамення Божої Матері УПЦ (с. Знам'янка);
- Воздвиження Чесного і Животворящого Хреста Господнього УПЦ (с. Новоселівка);
- Святого Іоанна Хрестителя УПЦ (с. Станичне);
- Адвентистів сьомого дня (с. Знам'янка);
- Свято-Миколаївська УПЦ (с. Липкуватівка);
- Християн віри євангельської «Благовість» (с. Нова Водолага);
- Християн віри євангельської — п'ятдесятників «Благовість» (с. Старовірівка);
- Християн віри євангельської — п'ятдесятників «Благовість» (с. Станичне).

## Особистості
Серед уродженців району, які залишили значний слід в історії країни, слід відзначити народного майстра-зодчого Акима Погрібняка, який збудував Троїцький собор в Новомосковську (один із видатних зразків української дерев'яної архітектури), народного артиста Білоруської РСР А. Д. Попсуйшапко (Арсенко), письменника-гумориста С. П. Чмєльова (1846—1941), а також художника А. В. Мізіна.
У 1920—1922 роках в Новій Водолазі жив видатний український радянський письменник Петро Панч.
До цікавих історико-культурних споруд, розміщених на території району, слід віднести:
• архітектурний пам'ятник-палац в стилі російського класицизму (середина XVIII століття) і Архангело-Михайлівський храм, побудований у 1805 році на кошти поміщика Михайла Куліковського (село Рокитне);
• Спасо-Преображенський храм (смт Нова Водолага);
• будинок дитячої та юнацької творчості в смт Нова Водолага (збудований в 1914 році німецьким акціонерним товариством).

## Пам'ятки
- Пам'ятки археології Нововодолазького району
- Пам'ятки історії Нововодолазького району